# Черкес Надія Дмитрівна
Надія Дмитрівна Черкес  (5 жовтня 1958  , Надвірна, Надвірнянський район, Станіславівська область, УРСР) - українська поетеса. 

## Життєпис
Закінчила з відзнакою філологічний факультет Львівського національного університету ім. І. Франка та аспірантуру при Інституті українознавства ім. І. Крип'якевича. Нині — доцент кафедри українознавства Львівського національного медичного університету імені Данила Галицького.
Член НСП України та Української асоціації письменників. Член редакційної колегії часопису «Гражда» та дитячого розважального журналу «Ангелятко».

## Книги
- «Оповідки старенької ратуші»

- «Про пухнастих та смугастих»

- «Миколайчику, Миколаю!»

- «Мачуха-Чужина»

- «Симфонія міста»
- «Пухнаста абетка»
- «Дитячий віршограй»
- «Чемний малюк»
- «Подорож у країну Ввічливості» («Лагідний зайчик», «Щирий їжачок», «Охайні лисенята», «Невмивасик», «Олексій—плаксій», «Лінько—бегемотик», «Запізнялка», «Жабка й рибки», «Помічниця», «На іменинах».)

- «Віршики-веселинки»
- «Дарунок святого Миколая»
- «Кольорові коси»
- «Луна розплетених доріг»
- «Відлуння»
- «Етюди росяних арф»
- «Волошкові зорі над селом»

- «Етюди росяних арф»

## Відзнаки

### Лауреат
- ім. Леся Мартовича,
- «Гілка золотого каштана»,
- ім. Ірини Вільде,
- Міжнародної премії ім. Ольги Кобилянської,
- Міжнародної літературно-мистецької премії імені Миколи Сингаївського у номінації «Поезія» (за книгу «Гармонія сльози»).

### Переможець
- Літературного конкурсу ім. Володимира Дроцика,
- Львівського обласного конкурсу дитячої книги,
- Міжнародного благочинного фестивалю імені Ізидора Вимера (золота медаль),
- володар гран-прі Міжнародного гуцульського фестивалю. Лауреат